# معارك نيجيريا 2009
المعارك النيجيرية 2009، هي معارك ضمن سلسلة من الهجمات في 26 يوليو 2009 في نيجيريا، أسفرت عن وقوع أكثر من 300 قتيل في ثلاثة أيام، في مختلف المدن النيجرية. وقد تمت مهاجمة جميع المدن التالية: بوتشي في ولاية بوتشي، مايدوگوري في ولاية برنو، پوتسكم في ولاية يوبي وودل.
بدأت جماعة بوكو حرام بالهجوم يوم 26 يوليو على مركز شرطة نيجيرية بعد القبض على مجموعة من قادة الجماعة. وردت الشرطة بدورها على الهجوم مما أسفر عن مجموعة من القتلى. انتشترت الهجمات في اليوم التالي حول منطقة قسم الشرطة ويدأ السكان يهربون من منازلهم وهوجم الكثيرون ممن يستقلون السيارات في طريقهم للفرار من المنطقة، وتم إحراق مراكز تابعة للشرطة.

## بوتشي
في 26 يوليو، قتل ما يزيد عن 50 شخص وجرح العشرات في بوتشي حيث دارت المعارك بين الشرطة و70 فرد مسلح من جماعة بوكو حرام. وقد نفذ الهجوم عقب احتجاز مجموعة من قادة الجماعة.وردت قوات الأمن بالهجوم على الأماكن التي يتردد عليها أفراد الجماعة.وألقي القبض على ما يزيد عن 200 شخص 
عيسي يوگودا، حاكم ولاية بوتشي علق بالقول: «علينا بتتبع المسلحين. وإلا فسصبح الوضع سيئا. أناشد كل أهلي بوتشي بالتزام الهدوء والاطمئنان إلى أن يصبح الوضع تحت السيطرة».

## مايدوغوري
تم العثور على 100 قتيل في مايدوغوري. غادر المئات من الأهالي منازلهم هربا من العنف والاشتباكات.وهناك حالات هرب من السجون لم يتم تأكيدها. وسقطت جثث العديد من المدنيين في الشوارع، ولقي الكثيرون حتفهم بالرصاص بعد أن أخرجوا من سيارتهم. وانطلقت دوريات الشرطة مطلقة النار على الأهلي

## پوتسكم
استمرت المعارك لساعات عديدة في پوتسكم حيث تم إحراق مراكز تابعة للشرطة، وقتل شخصين وقبضت الشرطة على أكثر 23 شخص.

## ودل
قتل ثلاثة أشخاص وقبض على أكثر من 33 شخص.وأصيب ضابط برتبة كبيرة في ودل.